# 극장령
《극장령》(일본어: 劇場霊)은 2015년에 공개한 일본의 영화이다.

## 캐스팅
주연
- 시마자키 하루카 : 미즈키 사라 역
- 아다치 리카 : 노무라 카오리 역

조연
- 타카다 리호 : 시노하라 아오이 역
- 마치다 케이타 : 이즈미역
- 나카무라 이쿠지 : 코지마 역
- 코이치 만타로 : 니시키노 고타 역
- 코쿠보 토시히토
- 세리자와 레이타
- 츠지무라 카호
- 히로오카 유리코
- 세가와 료
- 야나기 유레이
- 스와 타로
- 마모루 아사나